# Cnemaspis nigridia
Cnemaspis nigridia este o specie de șopârle din genul Cnemaspis, familia Gekkonidae, descrisă de Worthington George Smith în anul 1925. Conform Catalogue of Life specia Cnemaspis nigridia nu are subspecii cunoscute.